# Carlos Ricardo Soccol
Carlos Ricardo Soccol (27 de maio de 1953) é um pesquisador brasileiro, membro titular da Academia Brasileira de Ciências na área de Ciências da Engenharia desde 6 de maio de 2014. É professor do departamento de biotecnologia e bioprocessos da Universidade Federal do Paraná.
Foi condecorado com a comenda da Ordem Nacional do Mérito Científico.